# Mauro Fernandes
Mauro Fernandes da Silva, mais conhecido como Mauro Fernandes (Sete Lagoas, 3 de agosto de 1953) é um treinador e ex-futebolista brasileiro de que atuava como atacante. Atualmente está sem clube.

## Carreira

### América Mineiro
Em Fevereiro de 2010, Mauro Fernandes assumiu o comando do América Mineiro, após a derrota do time para o Ipatinga em jogo válido pelo Campeonato Mineiro. Sob o comando do técnico a equipe terminou a Série B do Campeonato Brasileiro na quarta colocação, conquistando a ascensão para a Série A de 2011. No dia 11 de junho de 2011, em comum acordo com a diretoria, teve seu contrato rescindido.

### Criciúma
No dia 3 de agosto de 2011, Mauro Fernandes foi anunciado como novo treinador do Criciúma, para substituir Guto Ferreira. Insatisfeito com o desempenho da equipe na Série B do Campeonato Brasileiro, Mauro Fernandes pediu demissão no dia 17 de setembro.

### Caldas Novas
Acertou sua passagem ao Caldas Novas no dia 3 de Dezembro de 2014, para disputar o Campeonato Goiano de 2015. No dia 12 de março de 2015 o Caldas Novas (GO) demitiu o treinador Mauro Fernandes do comando da equipe goiana, o treinador foi uma contratação de peso para o clube que estreia no campeonato goiano da primeira divisão, mas não foi como a diretoria esperava da sua contratação, Mauro deixou o Caldas Novas com apenas 3 pontos no campeonato goiano tendo disputado 27 pontos até sua saída.

### Portuguesa
Após 2 anos sem clube, Mauro Fernandes acertou com a Portuguesa, para comandar a equipe paulista na sequência da Série D do Brasileirão 2017, sua principal missão é conseguir o acesso a Série C do Brasileirão 2018 com o clube. Em 10 de agosto de 2017, a Portuguesa anunciou a saída de Mauro Fernandes do comando da equipe, ele estava no clube paulista desde maio, deixou a equipe no G4 do grupo 3 da Copa Paulista com 13 pontos, teve 4 vitórias, 1 empate e 2 derrotas.

### Central-PE
Em 01 de novembro de 2017, o Central (PE) anunciou Mauro Fernandes como novo treinador do clube para a temporada 2018, para disputar o estadual e a Série D. Após apenas 3 meses de trabalho no comando do Central, Mauro conseguiu realizar uma boa campanha com o clube, a equipe realizou 12 jogos, com sete vitórias, quatro empates e apenas uma derrota, números que credenciaram a Patativa à final do Pernambucano, o Central derrotou em partida única o Sport por 1 a 0 em Caruaru, garantindo uma vaga inédita para o torcedor do clube do interior pernambucano na final do estadual.
No dia 08 de abril de 2018, o Central conquistou o vice campeonato Pernambucano após empatar com o Náutico no primeiro jogo e perder o segundo.
Em 22 de maio de 2018, Mauro Fernandes se desligou do Central em comum acordo com a diretoria do clube, a equipe não conseguiram colher bons resultados como no estadual, com apenas 3 empates e 2 derrotas, a equipe de Pernambuco não conseguiu avançar de fase na série D e não teve calendário para a sequência de 2018.

### Caldense
No dia 11 de fevereiro de 2019, Mauro Fernandes assumiu o comando técnico da Caldense com o objetivo de comandar a equipe na reta final do estadual, na esperança de que o clube conseguisse se recuperar e voltar a vencer após 6 derrotas. Sob o comando de Mauro Fernandes a Caldense melhorou sua campanha no mineiro, conquistando aproveitamento de 50% tendo vencido três partidas em seis jogos, tais resultados que credenciaram o clube a vaga nas quartas de final do estadual, onde acabou derrotada pelo América Mineiro. Após o estadual Mauro não renovou contrato com a Caldense para a disputa da série D.

### Brasiliense e Botafogo-PB
Em 2 de setembro de 2019, o Brasiliense anunciou a chegada de Mauro Fernandes para comandar o clube na temporada de 2020, sendo essa a segunda passagem do experiente treinador pelo clube do Distrito Federal. No dia 16 de fevereiro de 2020, o treinador rescindiu contrato com o clube da Capital Federal, encerrando sua segunda passagem no comando técnico do time.
No dia 18 de junho de 2020 a diretoria do Botafogo (PB) anunciou a chegada de Mauro Fernandes para o comando da equipe, ele havia treinado o time 32 anos atrás, em 1988 quando foram campeões do Campeonato Paraibano de 1988.
Em agosto de 2020 após a eliminação do clube no estadual contra o Treze, o clube e o treinador rescindiram contrato após 7 partidas totalizando um saldo de 2 vitórias, 3 empates e duas derrotas.

## Estatísticas
| Clube           | Jogos | Vitórias | Empates | Derrotas |
| --------------- | ----- | -------- | ------- | -------- |
| América Mineiro | 84    | 35       | 20      | 30       |
| Criciúma        | 9     | 3        | 1       | 5        |
| América Mineiro | 13    | 7        | 2       | 5        |

## Títulos
- Campeonato Paraibano: 1986, 1988
- Campeonato Potiguar: 1990
- Campeonato Alagoano: 1991
- Campeonato Sergipano: 1993, 1994
- Campeonato Goiano: 1996, 1997
- Campeonato Pernambucano: 1998
- Campeonato Sergipano: 1994, 1995
- Campeonato Brasiliense: 2004
- Campeonato Brasileiro da Série C: 2008

## Campanhas em Destaque

### Sport
- Campeão Pernambucano invicto: 1998
- Quartas-de-final do Campeonato Brasileiro: 1998
- Quartas-de-final da Copa do Brasil: 1998

### Brasiliense
- Base do time campeão do Campeonato Brasileiro da Série B: 2004

### América Mineiro
- Retorno à Série A do Campeonato Brasileiro após 11 anos: 2010

### Central-PE
- Vice-campeão Pernambucano: 2018